# Inman (South Carolina)
Inman is een plaats (city) in de Amerikaanse staat South Carolina, en valt bestuurlijk gezien onder Spartanburg County.

## Demografie
Bij de volkstelling in 2000 werd het aantal inwoners vastgesteld op 1884.
In 2006 is het aantal inwoners door het United States Census Bureau geschat op 1935, een stijging van 51 (2,7%).

## Geografie
Volgens het United States Census Bureau beslaat de plaats een oppervlakte van
2,4 km², geheel bestaande uit land. Inman ligt op ongeveer 262 m boven zeeniveau.

## Plaatsen in de nabije omgeving
De onderstaande figuur toont nabijgelegen plaatsen in een straal van 12 km rond Inman.